# بير ماجنوسون
بير ماجنوسون (بالسويدية: Per Magnusson)‏ هو ملحن ومنتج أسطوانات وكاتب أغاني سويدي، ولد في 30 مايو 1969.

## وصلات خارجية
- الموقع الرسمي
- بير ماجنوسون على موقع ميوزك برينز (الإنجليزية)
- بير ماجنوسون على موقع ديسكوغز (الإنجليزية)